# 1585 en littérature
| Années de la littérature : 1582 - 1583 - 1584 - 1585 - 1586 - 1587 - 1588    |
| Décennies de la littérature : 1550 - 1560 - 1570 - 1580 - 1590 - 1600 - 1610 |

Cet article présente les faits marquants de l'année 1585 en littérature.

## Événements
- 3 mars : inauguration du Teatro Olimpico de Vicence, réalisé par l'architecte Andrea Palladio, avec une représentation d'Œdipe roi de Sophocle traduite en italien par Orsatto Guistinian[1].
- 25 mars : cérémonie inaugurale l'Accademia della Crusca, première académie de langue italienne à Florence[2].

- Octobre : le philosophe italien Giordano Bruno retourne à Paris[3].

- Jean de la Croix achève la rédaction des commentaires de la Nuit obscure. Son Cantique spirituel, dont la version définitive est terminée en 1585-1586, est un des chefs-d’œuvre de la littérature espagnole. De 1585 à 1587, il rédige la première version de son poème La Vive Flamme d'amour et son commentaire[4].

## Parutions
- 22 février : Abel L'Angelier obtient un  privilège pour publier De la philosophie morale des stoïques, traité de Guillaume du Vair[5].

- Publication de la première partie de La Galatea (« Galatée »), roman pastoral de Miguel de Cervantes, imprimée à Alcalá par Juan Gracián[6].
- Le Siège de Numance (El Cerco de Numancia), tragédie de Miguel de Cervantes[7].
- Des fureurs héroïques, dialogue poétique de Giordano Bruno, imprimé à Londres probablement par Thomas Vautrollier[8].

## Décès
- 8 décembre : Piero Vettori, philologue et humaniste italien, né le 3 juillet 1499.
- 13 décembre : Luigi Groto, poète italien.
- 27 décembre : Pierre de Ronsard, poète français, né en 1524.